# Horní Jiřetín
Horní Jiřetín város Csehországban, a Mosti járásban. Horní Jiřetín Most, Litvínov, Vysoká Pec és Nová Ves v Horách településekkel határos. Lakosainak száma 2202 fő (2024. január 1.).

## Népesség
A település lakosságának változását az alábbi diagram mutatja:
| Lakosok száma | 3051 | 5809 | 8206 | 7436 | 3612 | 1917 | 2276 | 2241 | 2195 | 2202 |
|               | 1869 | 1890 | 1921 | 1950 | 1980 | 2001 | 2017 | 2019 | 2022 | 2024 |